# Jamie Oldaker
Jamie Oldaker (ur. 5 września 1951 w Tulsie, zm. 16 lipca 2020) – amerykański wokalista i muzyk rockowy, perkusista i perkusjonista.

## Życiorys
James Oldaker urodził się w Tulsie w stanie Oklahoma. Jeden z pierwszych zespołów, których był członkiem, nazywał się Rogues Five, który odniósł sukces regionalny w połowie lat 60. i otworzył występy dla innych, bardziej popularnych zespołów, takich jak The Doors w Tulsa Convention Center. Oldaker and the Rogues Five byli stałym zespołem w lokalnej stacji telewizyjnej KOTV w programie KOTV: Dance Party. 
Po pobycie w zespole Boba Segera (na albumie Back in '72), związał się później z zespołem Leona Russella, kiedy został zaproszony przez Erica Claptona do wzięcia udziału w nagraniu 461 Ocean Boulevard. Oldaker pozostał członkiem studia Claptona i zespołów koncertowych do 1979 roku, kiedy to cały zespół został zwolniony. Oldaker wrócił do zespołu Claptona w 1983 roku, grając na albumie Clapton Behind the Sun wydanym w 1985 roku i występując z Claptonem na Live Aid w tym samym roku, zanim opuścił go w 1986 roku. Oldaker pojawia się po bluesowej stronie nagrania na żywo 24 Nights z 1990 i 1991 roku. Niedługo po odejściu z zespołu Claptona Oldaker na krótko został członkiem projektu gitarzysty Kiss, Ace’a Frehleya, Frehley’s Comet, który pojawił się na albumie Second Sighting z 1988 roku. Był także niegdyś członkiem alternatywnego country bandu The Traktory. 
Oldaker nagrywał z muzykami takimi jak Bellamy Brothers, Asleep at the Wheel, Peter Frampton, Stephen Stills, Leon Russell, Ace Frehley, Freddie King i Bee Gees. W sierpniu 2005 roku Oldaker wydał Mad Dogs & Okies w Concord Records, kolekcji poświęconej muzyce i muzykom z Oklahomy, którą wyprodukował. Współpracownicy to Eric Clapton, Vince Gill, J.J. Cale, Willie Nelson, Ronnie Dunn i Bonnie Bramlett. Mad Dogs & Okies / Survivors został ponownie wydany w 2019 roku w ramach Jamokie Productions. 
Oldaker był zaangażowany we współpracę z organizatorami i budową muzeum OKPOP w Tulsie. On i jego żona Mary byli także gospodarzami corocznej zbiórki pieniędzy MOJO Fest, mającej na celu zebranie pieniędzy na Centrum Dnia Bezdomnego w Tulsie.
Oldaker zmarł 16 lipca 2020 roku w wieku 68 lat.